# Kiyoshi Kurosawa
Kiyoshi Kurosawa (黒沢 清, Kurosawa Kiyoshi, nascido em 19 de julho de 1955) é um diretor, roteirista, crítico e professor de cinema na Universidade de Artes de Tóquio. Por mais que ele tenha trabalhado em vários gêneros, Kurosawa é mais conhecido pelas suas contribuições ao gênero terror japonês.

## Filmografia

### Filmes
- Kandagawa Pervert Wars (1983)
- The Excitement of the Do-Re-Mi-Fa Girl (1985)
- Sweet Home (1989)
- The Guard from Underground (1992)
- Cure (1997)
- License to Live (1998)
- Barren Illusions (1999)
- Charisma (2000)
- Pulse (2001)
- Bright Future (2003)
- Doppelganger (2003)
- Loft (2005)
- Vítima de Uma Alucinação (2006)
- Tokyo Sonata (2008)
- Real (2013)
- Seventh Code (2013)
- 1905 (cancelado)
- Para o Outro Lado (2015)[1]
- Creepy (2016)
- Daguerrotype (2016)
- Sanpo suru shinryakusha (2017)
- Yocho 'Foreboding' (2017)
- To the Ends of the Earth (2019)
- Wife of a Spy (2020)
- Chime (2024)
- Serpent's Path (2024)
- Cloud (2024)

### Curtas
- Vertigo College (1980)
- Ghost Cop (2003)
- House of Bugs (2005)
- Beautiful New Bay Area Project (2013)

### Diretamente em vídeo
- Yakuza Taxi (1994)
- Men of Rage (1994)
- Suit Yourself or Shoot Yourself: The Heist (1995)
- Suit Yourself or Shoot Yourself: The Escape (1995)
- Door 3 (1996)
- Suit Yourself or Shoot Yourself: The Loot (1996)
- Suit Yourself or Shoot Yourself: The Reversal (1996)
- Suit Yourself or Shoot Yourself: The Nouveau Riche (1996)
- Suit Yourself or Shoot Yourself: The Hero (1996)
- The Revenge: A Visit from Fate (1996)
- The Revenge: A Scar That Never Fades (1996)
- Serpent's Path (1997)
- Eyes of the Spider (1997)

### DVD
- Soul Dancing (2004)

### Televisão
- Wordholic Prisoner (1990)
- Whirlpool of Joy (1992)
- Seance (2000)
- Matasaburo, the Wind Imp (2003)
- Penance (2012)

## Leia mais
- White, Jerry (2007). The Films of Kiyoshi Kurosawa: Master of Fear. [S.l.]: Stone Bridge Press. ISBN 9781933330211